# El Redal
El Redal est une commune de la communauté autonome de La Rioja, en Espagne.